# Calliophis maculiceps
Espèce
Synonymes
- Elaps maculiceps Günther, 1858
- Elaps atrofrontalis Sauvage, 1877
- Callophis hughi Cochran, 1927
- Calliophis maculiceps punctulatus Bourret, 1934
- Calliophis maculiceps var. univirgatus Smith, 1915

Statut de conservation UICN

 LC  : Préoccupation mineure
Calliophis maculiceps est une espèce de serpents de la famille des Elapidae.

## Répartition
Cette espèce se rencontre pratiquement partout en Birmanie, en Thaïlande, au Laos, au Cambodge, au Viêt Nam et en Malaisie occidentale.

## Description
Le calliphis maculiceps est un petit serpent corail qui ne mesure qu'une trentaine de centimètres.
Il possède un venin neurotoxique potentiellement très dangereux mais heureusement il ne peut que très difficilement mordre un être humain car il a une très petite bouche.
Il chasse la nuit et mange des vers, des fourmis et des œufs d'insectes.

## Liste des sous-espèces
Selon The Reptile Database (12 février 2014) :
- Calliophis maculiceps atrofrontalis (Sauvage, 1877)
- Calliophis maculiceps hughi Cochran, 1927
- Calliophis maculiceps maculiceps (Günther, 1858)
- Calliophis maculiceps michaelis Deuve, 1961
- Calliophis maculiceps smithi Klemmer, 1963

## Publications originales
- Cochran, 1927 : New reptiles and batrachians collected by Dr. Hugh M. Smith in Siam. Proceedings of the Biological Society of Washington, vol. 40, p. 179–192 (texte intégral).
- Deuve, 1961 : Liste annotee des serpents du Laos. Bulletin de la Société Royale des Sciences naturelles du Laos, vol. 1, p. 5-32.
- Günther, 1858 : Catalogue of Colubrine Snakes in the Collection of the British Museum, London, p. 1-281 (texte intégral).
- Klemmer, 1963 : Liste der rezenten Giftschlangen: Elapidae, Hydropheidae, Viperidae und Crotalidae in Elwert, 1963 : Die Giftschlangen der Erde. p. 255-464.
- Sauvage, 1877 : Sur quelques ophidiens d'espèces nouvelles ou peu connues de la collection du Muséum. Bulletin de la Société philomathique de Paris, sér. 7, vol. 1, p. 107-115 (texte intégral).